# Bob Corker

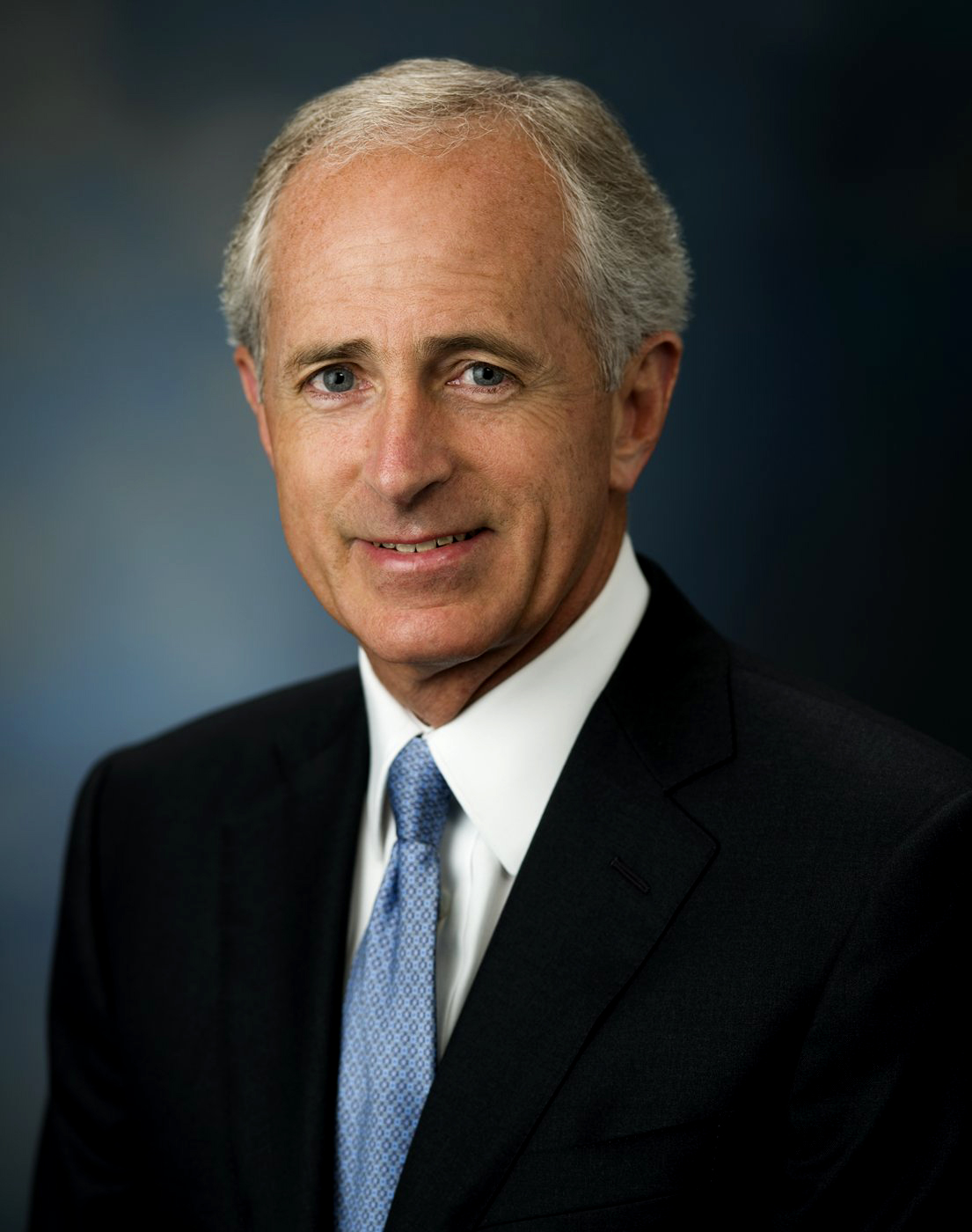
Bob Corker (2009)

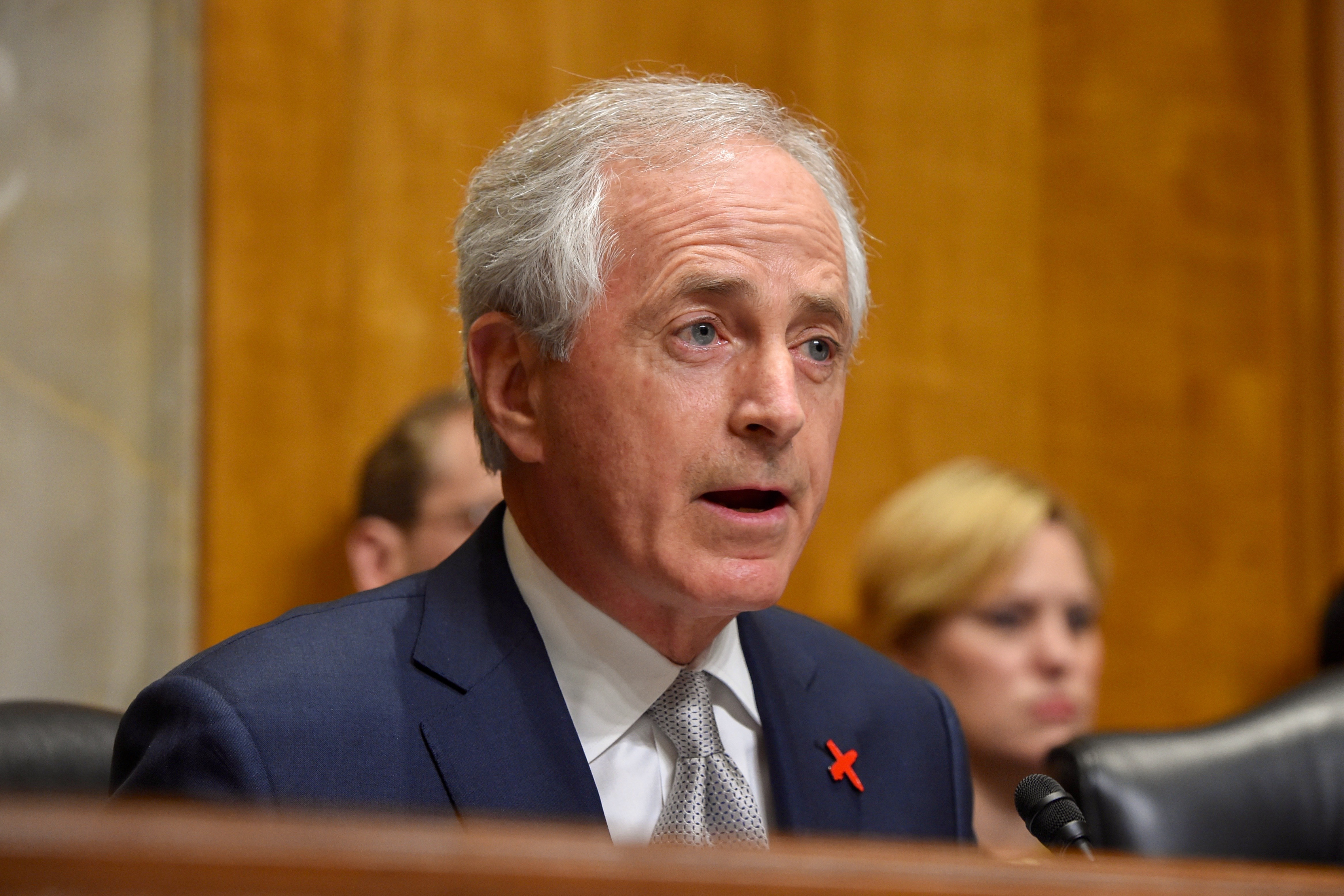
Corker während einer Ausschuss-Sitzung im Senat im Februar 2016

Robert Phillips „Bob“ Corker Jr. (* 24. August 1952 in Orangeburg, South Carolina) ist ein amerikanischer Politiker der Republikanischen Partei. Von 2007 bis 2019 gehörte er als Vertreter des Bundesstaates Tennessee dem Senat der Vereinigten Staaten an. Er stellte sich am 6. November 2018 nicht zur Wiederwahl.

## Familie, Ausbildung und Beruf
Corker wuchs in Chattanooga, Tennessee auf. Er studierte an der University of Tennessee und erhielt dort 1974 seinen Bachelor of Science. Anschließend war er als Unternehmer im Immobiliengewerbe tätig, begann mit dem Einbau von Drive-in-Fenstern für Burgerrestaurants und wurde zum Multimillionär, indem er Shopping Malls in 18 US-Bundesstaaten errichtete.
Corker ist verheiratet und hat zwei Töchter. Zusammen mit seiner Familie lebt er in Chattanooga.

## Politische Laufbahn
Bei der Wahl 1994 kandidierte er für einen Sitz im Senat der Vereinigten Staaten und unterlag in der parteiinternen Vorwahl Bill Frist. Im selben Jahr wurde er zum Commissioner of Finance and Administration von Tennessee ernannt und übte dieses Amt die nächsten zwei Jahre aus. Von 2001 bis 2005 hatte Corker das Amt des Bürgermeisters von Chattanooga inne. 2001 erreichte sein demokratischer Gegenkandidat John Wolfe nur 2,8 Prozent der Stimmen. Bei der Wahl 2006 wurde er gegen den Demokraten Harold Ford junior für den Bundesstaat Tennessee in den US-Senat gewählt, und zwar in einer generell für die Republikaner schwierigen Situation als einziger Bewerber seiner Partei, der nicht bereits Mandatsinhaber war. Am 3. Januar 2007 trat er sein Mandat an und löste damit seinen Parteifreund Frist ab. Bei der Wahl 2012 erfolgte die Wiederwahl mit deutlicher Mehrheit gegen einen von der eigenen Partei kaum unterstützten demokratischen Zählkandidaten. Nachdem die Republikaner bei der Wahl 2014 die Mehrheit im Senat erreicht hatten, wurde Corker Anfang 2015 zum Vorsitzenden des einflussreichen Auswärtigen Ausschusses und erlangte dadurch politische Prominenz.
Im US-Präsidentschaftswahlkampf 2016 wurde Corker als möglicher, politisch erfahrener Kandidat für das Amt des Vizepräsidenten an der Seite des politischen Quereinsteigers Donald Trump ins Gespräch gebracht. Ein Treffen Corkers mit Trump in dessen New Yorker Trump Tower im Mai 2016 heizte derartige Spekulationen an. Anfang Juli gab Corker jedoch bekannt, nicht zur Verfügung zu stehen, Trump aber im Wahlkampf zu unterstützen und außenpolitisch zu beraten.
Am 26. September 2017 gab Corker bekannt, bei der Wahl 2018 nicht wieder zu kandidieren. Als entscheidender Faktor für diese Entscheidung gelten die schwierigen Bedingungen für eine Wiederwahl, da bereits mehrere konservativere Kandidaten angekündigt hatten, Corker in der parteiinternen Vorwahl herauszufordern. Sein Mandat endete am 3. Januar 2019.
Im Mai 2018 wurde bekannt, dass Corker das Angebot von Präsident Trump abgelehnt hat, als US-Botschafter in Australien zu wirken.

## Positionen
Corker hat sich vor allem in der Außen- und Sicherheitspolitik profiliert und nimmt eigenständige, gemäßigt konservative Haltungen zu vielen innenpolitischen Fragen ein. So unterstützte er beispielsweise eine Vorlage zur Energiepolitik aus dem Kabinett George W. Bush gegen den Widerstand seiner Senatskollegen der eigenen Partei. 2007 setzte er sich gegen den Willen des Weißen Hauses für die Fortschreibung eines Krankenversicherungsprogramms für Kinder ein.
Corker, der vor seiner politischen Karriere kaum Kenntnisse der internationalen Politik gehabt hatte, verschaffte sich auf über 60 Auslandsreisen tiefe Einblicke, meist ohne Kongressdelegation und in Einzelgesprächen mit ausländischen Politikern. Als außenpolitisches Schwergewicht seiner Partei erkannte er an, dass die Probleme der US-Außenpolitik nicht erst mit der Präsidentschaft Barack Obamas begonnen hätten; mit dem Irakkrieg 2003 – den Corker grundsätzlich verteidigte – hätten die Vereinigten Staaten in ein Hornissennest gestoßen. Er kritisierte Obamas Abzugsplan aus Afghanistan und seine zögerliche Haltung im Bürgerkrieg in Syrien. Bei den Verhandlungen zum iranischen Atomprogramm erreichte er eine Einbeziehung des Kongresses in die Planungen des Kabinetts Obama. Als im März 2015 47 der 54 republikanischen US-Senatoren in einem öffentlichen Brief Obamas Verhandlungsführung zur Kontrolle des iranischen Atomprogramms untergruben, gehörte er zu den sieben Abgeordneten seiner Partei, die den Brief nicht unterzeichneten. 
Corker hat sich dafür eingesetzt, die Ukraine gegen die Separatisten im Osten des Landes zu bewaffnen (siehe Krieg in der Ukraine seit 2014).
Nach rechtsextremen Demonstrationen in Charlottesville im August 2017 äußerte Corker über Trump, dieser habe bisher weder die nötige Stabilität noch etwas von der Kompetenz gezeigt, die ein US-Präsident haben müsse. Trump kritisierte Corker daraufhin öffentlich und meinte, „Tennessee“ sei über dessen Arbeit „unglücklich“. Anfang Oktober 2017 erklärte Corker, drei Mitglieder des Kabinetts Trump, nämlich Außenminister Tillerson, Chief of Staff Kelly und Verteidigungsminister Mattis, würden dazu beitragen, die Vereinigten Staaten vom „Chaos“ fernzuhalten; auf die Nachfrage, ob das Chaos auf Präsident Trump bezogen sei, ging er nicht ein.
Nachdem die Republikaner im Kongress Ende September 2017 ihre Pläne für eine umfassende Steuerreform vorgestellt hatten, die nicht nur für starke Entlastungen insbesondere von Spitzenverdienern, sondern nach unabhängigen Schätzungen auch für 3 bis 5 Billionen US-Dollar Einnahmeausfälle sorgen würde, erklärte Corker, keine Steuerreform unterstützen zu können, die auch nur einen Penny zur Staatsverschuldung beitrage. Seine fiskalpolitisch restriktive Linie gilt als besondere Gefährdung für diese Reformpläne, zumal politischer Druck auf Corker nach seinem Verzicht auf eine Wiederwahl 2018 kaum auszuüben ist.
Am 8. Oktober 2017 äußerte sich Trump über Corker in zwei Tweets missbilligend, worauf Corker in ähnlicher Weise reagierte. Das Weiße Haus unter Trump bezeichnete er als "Kindertagesstätte für Erwachsene"
Zwei Tage später twitterte Trump erneut.
Am 24. Oktober 2017 äußerte Corker beim Sender CNN „Ich weiß nicht, warum er sich auf dieses tiefe Niveau herab begibt und unser Land entwertet.“ Trump habe sich als „unfähig erwiesen, dem Amt gerecht zu werden“. Corker twitterte, Trump sei ein „durch und durch unehrlicher Präsident“.
Am 11. April 2018 äußerte er, dass es möglicherweise eine der schlechtesten Entscheidungen seiner politischen Laufbahn war, bei der Abstimmung im US-Senat für Trumps Steuerkürzungen zu votieren, wenn sich Schätzungen als zutreffend erweisen würden, dass diese Kürzungen die US-Staatsverschuldung in einem Zeitraum von zehn Jahren um 1.900 Milliarden US-Dollar erhöhen.